# طالع (فیلم ۱۹۷۵)
طالع (انگلیسی: The Fortune) یک فیلم در ژانر کمدی سیاه با بازی جک نیکلسون و وارن بیتی به کارگردانی مایک نیکولز می‌باشد که در سال ۱۹۷۵ منتشر شد.